# Negrești-Oaș
Negrești-Oaș là một thị xã thuộc hạt Satu Mare, România. Dân số thời điểm năm 2002 là 13956 người.

## Người nổi tiếng
- Maria Tripon, giáo viên, nghệ sĩ biểu diễn
- vua Ionuț Silaghi de Oaș

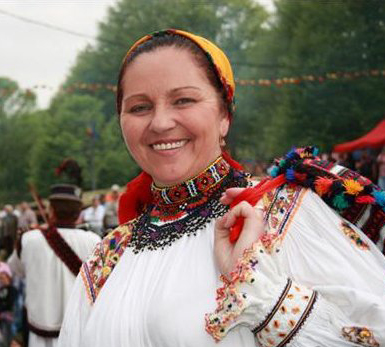
Maria Tripon
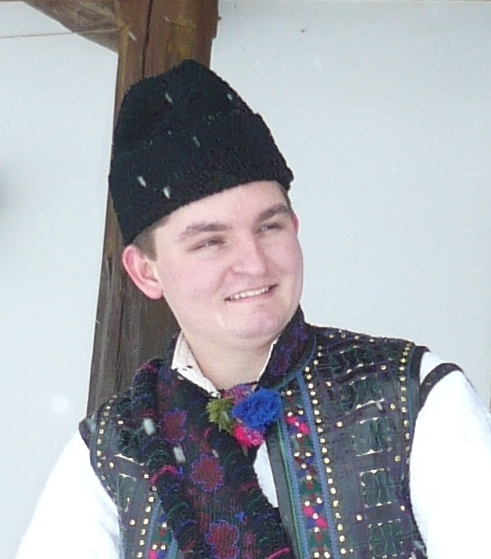
vua Ionuț Silaghi de Oaș